# Dolce canto
Dolce canto è il diciassettesimo album dei Matia Bazar, pubblicato dall'etichetta discografica Columbia su CD (catalogo 997 5 01929 2) nel 2001, anticipato dal singolo Questa nostra grande storia d'amore presentato al Festival di Sanremo 2001.

## Descrizione
È il secondo album in studio (dopo Brivido caldo del 2000) della formazione con Silvia Mezzanotte come cantante, la quale nel 2004, dopo la vittoria al Festival di Sanremo 2002 e l'incisione dell'album live Messaggi dal vivo (2002), lascerà temporaneamente il gruppo per la carriera da solista, per poi ritornare nel 2010.

## I brani
Sono tutti cantati da Silvia Mezzanotte e per la maggior parte inediti, eccetto i seguenti 3 pezzi classici del gruppo, ri-arrangiati per valorizzare la voce di Silvia.
| Titolo                     | con Antonella Ruggiero    | con Laura Valente | con Silvia Mezzanotte                              | con Roberta Faccani |
| -------------------------- | ------------------------- | ----------------- | -------------------------------------------------- | ------------------- |
| C'è tutto un mondo intorno | 1979 - Tournée            | 1995 - Radiomatia | 2001 - Dolce canto 2002 - Messaggi dal vivo (live) | —                   |
| La prima stella della sera | 1988 - 10 grandi successi | 1995 - Radiomatia | "                                                  | —                   |
| Stasera... che sera!       | 1976 - Matia Bazar 1      | "                 | "                                                  | —                   |

La tabella riassume le versioni su album registrate da tutte le soliste del gruppo.

## Tracce
CD
1. Questa nostra grande storia d'amore – 3:52 (testo: Giancarlo Golzi – musica: Piero Cassano)
2. Per te – 4:03 (testo: Giancarlo Golzi – musica: Piero Cassano)
3. Via da me – 4:17 (testo: Giancarlo Golzi – musica: Piero Cassano)
4. Dolce canto – 3:55 (testo: Giancarlo Golzi – musica: Fabio Perversi, Piero Cassano)
5. Manchi solo tu – 3:37 (testo: Giancarlo Golzi – musica: Piero Cassano)
6. Accanto a te – 4:06 (testo: Giancarlo Golzi – musica: Piero Cassano)
7. Cambierà – 4:16 (testo: Giancarlo Golzi – musica: Piero Cassano)
8. C'è tutto un mondo intorno – 4:01 (testo: Giancarlo Golzi, Aldo Stellita – musica: Antonella Ruggiero, Piero Cassano, Carlo Marrale)
9. La prima stella della sera – 4:29 (testo: Aldo Stellita – musica: Sergio Cossu, Carlo Marrale)
10. Stasera... che sera! – 4:04 (testo: Aldo Stellita – musica: Piero Cassano, Carlo Marrale)
11. Midnight (strumentale) – 4:55 (musica: Fabio Perversi)

## Formazione
Gruppo
- Silvia Mezzanotte - voce, percussioni, cori
- Piero Cassano - tastiere, chitarra acustica, voce
- Fabio Perversi - pianoforte, tastiere, violino elettrico, programmazione, scrittura e esecuzione archi
- Giancarlo Golzi - batteria, percussioni, cori

Altri musicisti
- Maurizio Macchioni - chitarra elettrica e chitarra acustica
- Fabio Gurian - sassofono tenore contralto
- Luana Heredia, Lalla Francia, Moreno Ferrara, Silvio Pozzoli - cori